# Унтилова, Екатерина Павловна
Екатерина Павловна Унтилова (род. 7 марта 1961, Ленинград) — российская актриса театра и кино. Заслуженная артистка России (2005).

## Биография
Родилась 7 марта 1961 года в Ленинграде.
Окончила среднюю школу № 36 в городе Кривой Рог.
В 1985 году окончила Киевский театральный институт имени И. К. Карпенко-Карого (курс А. Г. Решетникова).
В 1985—1990 годах работала в Русском драматическом театре города Вильнюса. С 1991 года — в Молодёжном театре на Фонтанке. В 2001 году дебютировала в кино.

## Театральные работы
- 1986 — «Перед заходом солнца» Герхарда Гауптмана - Инкен (реж. В. Туманов)
- 1988 — «Уроки музыки» — Нина (реж. Р. Виктюк)
- 1989 — «Человеческий голос» Ж.Кокто — (реж. В. Туманов)
- 1989 — «Гроза» А.Н. Островского — Катерина (реж. С.Я Спивак) - Молодежный театр на Фонтанке.
- 1993 — «Лунные волки» Нины Садур - Мотя (реж. В. Туманов) - Молодежный театр на Фонтанке.
- 1996 — «Таня-Таня» О. Мухиной — Зина (реж. В. Туманов)
- 1998 — «Двенадцатая ночь или что угодно» Уильяма Шекспира - Оливия (реж. В.Туманов) - Молодежный театр на Фонтанке.
- 1998 — «Песни Монюшко» — (реж. Адам Ханушкевич, Польша)
- 2000 — «Дни Турбиных» М. А. Булгакова — Елена (реж. С.Я. Спивак) - Молодежный театр на Фонтанке.
- 2000 — «Фрекен Жюли» Августа Стриндберга — Фрекен Жюли (реж. А. Галибин)
- 2001 — «Мастер и Маргарита» по М.А. Булгакову — Маргарита (реж. Р. Виктюк)
- 2001 — «Запретный плод» Поля Клоделя — Изе (реж. И. Долинина)
- 2003 - "Три сестры" А.П. Чехов - Ольга (Реж. С.Я. Спивак) - Молодежный театр на Фонтанке.
- 2013 - "Валентинов день" Иван Вырыпаев - Валентина (Янковский Алексей) - Молодежный театр на Фонтанке.
- 2014 - "Дом Бернарды Альбы" Федерико Гарсиа Лорка - Альба (Титов Евгений) - Молодежный театр на Фонтанке.
- 2017 - "Без вины виноватые" - Островский А.Н. - Кручинина (Реж. Андреев А.Д.) - Молодежный театр на Фонтанке.
- 2017 - "Стеклянный зверинец" - Теннесси Уильямс - Аманда (Реж. Алексей Янковский)

## Фильмография
- 2001 — Улицы разбитых фонарей 3 (10 серия «Необоснованное применение») — Зарецкая, мать Иры (†)
- 2002 — Агентство «Золотая пуля» (12 серия «Дело о станционном смотрителе») — Люся, актриса
- 2003 — Женский роман — жена
- 2004 — Опера. Хроники убойного отдела (фильм 9 «Балтийский цирюльник») — Татьяна Шапошникова, секретарь
- 2004 — Своя чужая жизнь
- 2004 — Улицы разбитых фонарей 6 (15 серия «Гадалка») — Мария, мать пропавшей девушки
- 2005 — Skaзка О Sчастье — Катя
- 2005 — Господа присяжные — Варвара Александровна Арсеньева
- 2005 — Есенин — Александра Фёдоровна, императрица
- 2005 — Нелегал — жена Нелегала
- 2005 — Фаворит — Мария Самойлова, сестра Потёмкина
- 2006 — Прииск — Эмма
- 2006 — Прииск 2. Золотая лихорадка — Эмма
- 2006 — Секретная служба Его Величества (5 серия «Пистолет Морозова») — Зинаида Морозова
- 2006 — Секретные поручения — Ирина Миролевич, жена генерала
- 2007 — Дом на Английской набережной — мать Анны
- 2007 — Луна в зените — женщина в чёрном
- 2007 — Опера 3. Хроники убойного отдела (фильм 13 «Слёзы дракона») — Тамара Ивановна
- 2007 — Тени прошлого (фильм № 2 «Наследие предков») — Маргарита
- 2009 — Дорожный патруль 3 (5 серия «Расплата») — Боткина
- 2009 — Легенда об Ольге — Ольга Леонардовна Книппер-Чехова, тётя Ольги, русская актриса, вдова Антона Павловича Чехова
- 2009 — Морские дьяволы 3 (14 серия «Мирские хлопоты») — Анна Оборина
- 2009 — Правило лабиринта — Мильчина
- 2010 — Робинзон — эпизод
- 2011 — Ветер северный — Вера Юрьевна
- 2011 — Сибиряк — Вера Зимина, мать Насти
- 2011 — Улицы разбитых фонарей 11 (13 серия «Возвращение к блудному папе») — Мария, сестра Лили Грековой
- 2011 — Я ему верю — Валентина Петровна, архивариус
- 2012 — Военная разведка. Первый удар (фильм 1-й «Спасти академика») — Екатерина Сергеевна Сарова
- 2012 — Я отменяю смерть — Варя
- 2013 — Маяковский. Два дня — Лидия Мальцева
- 2013 — Разведчицы — Вера Николаевна Прозоровская
- 2014 — Колыбель над бездной — Ирина Орлова
- 2014 — Крёстный — Валерия Михайловна, воспитательница в детском доме
- 2014 — Дознаватель-2 — Погорелова (29-я серия)
- 2015 — Аз воздам — Светлана Светина, жена мэра
- 2018 — Облепиховое лето — Елена Леонидовна, помощница Ефремова
- 2019 — Тень за спиной — мать Светланы Мирошниковой
- 2021 — Седьмая симфония — Филатова

## Награды
- «Лучшая женская роль» (1986);
- Лауреат Фестиваля польской драматургии на русской сцене (1988);
- Заслуженная артистка России (2005).